# アマイワナ
アマイワナ（2000年1月1日 - ）は、日本のシンガーソングライター。クリエイター。京都府出身。
作詞、作曲、トラックメイクから、アートワーク、映像まで自身で手掛けるほか、俳優、モデルとしても活動している。
昭和POPS、昭和歌謡、60's・70's・80'sファッションなどを好む、昭和カルチャーフリーク。
ライブで使用している電光掲示板、ブラウン管テレビ、受話器型マイクなどはすべて自ら制作している。

## 概要
作詞、作曲、トラックメイクから、アートワーク、映像まで自身で手掛けるほか、俳優、モデルとしても活動している。
昭和POPS、昭和歌謡、60's・70's・80'sファッションなどを好む、昭和カルチャーフリーク。
ライブで使用している電光掲示板、ブラウン管テレビ、受話器型マイクなどはすべて自ら制作している。

## 経歴
2014年、14才でライブ活動を開始。
2017年、自主制作CDはタワーレコードの関西タワクルで44週連続TOP10入りを果たし、高校生ながら、スガシカオ主催『スガフェス』[1]IN大阪城ホールオープニングアクト出演。また、映画『地の塩　山室軍平』に出演。MOOSIC LAB 2017『左京区ガールズブラボー』にて主演を務め、俳優としての活動を開始。
2018年、高校生ながら、『Rolling Stone Japan主催　語り-gatari-』のオープンングアクト出演。また、カバヤ食品『塩分チャージタブレッツ』のTVCMや、そのほかラジオCMのナレーションも行う。
2019年2月、『アマイワナ』に改名。
2020年、7月3日にシングル『新生活』を、7月24日には、KSRレーベルの『100byKSR』企画にて、シングル『欲望ちゃん』をデジタルリリース。12月18日にEP『恋せよ惑星』をデジタルリリースした。また、オンライン演劇『泊まれる演劇 In Your Room ANOTHER DOOR』[3]や、Mega Shinnosuke『Cutie Girl』[4]のMVに出演するなど俳優としての活動も勢力的に行う。さらに、11月11日には、日本テレビのバラエティー番組『今夜くらべてみました』に「20代なのに80'sアイドルに憧れる女」として出演し話題となった。
2021年、3月12日にEP『恋せよ惑星～Midnight radio ver.～』をカセットテープ でリリース。また、6月16日に『正しい乙女』を、7月7日に『待ち合わせは渋谷ハチ公前』を7inchレコードでリリース。そして、8月15日に、シングル『コリックガール』を、9月15日に、シングル『Chu!』を立て続けにデジタルリリース。さらに、3月21日、BSフジ『DAIGOのアマイワナ〜昭和エモーショナルSONG〜』でアシスタントMCとして出演。メインMCにDAIGO、ご意見番に山田五郎が出演。また、香港発のファッションブランド『microwave』のモデルを務める。
2022年、TOKYO MX『5時に夢中!』の追跡★コーナーに出演。また、自身初の著書『あくまでも、ファンタジー』を文庫本で発売。6月22日、ニューシングル『YU・A・MI』をデジタルリリース。そして、アマイワナのファンであると公言する、アメリカ合衆国カリフォルニア州在住の音楽ユニット、ジンジャー・ルートのシングル曲『Loneliness』のMVに、アイドル・竹口希美子役で出演し、国内外で話題になる。また、7月から、真誠『とろけるきなこ』のTVCMに出演、CMソングの書き下ろし、歌唱も行っている。10月14日放送のテレビ朝日『MUSIC STATION』にインタビュー出演した。10月19日に、ミニアルバム『ベイビィ・ベッドルーム・パンク』をリリース。
2023年、1月に行われたジンジャー・ルートの初来日ツアーにて、全4公演でフロントアクトを務める。6月12日、アマイワナがかねてから憧れの存在である野宮真貴がカジヒデキとともにパーソナリティを務めるラジオ番組『渋谷のラジオの渋谷系～渋谷のハッピーアワー～』にゲスト出演。7月30日、FUJIROCK FESTIVAL'23にて、ジンジャー・ルートのステージにゲスト出演し、『Loneliness』を初めてライブで歌唱した。10月18日に、ミニアルバム『SWEET SWEET SWEET』をリリース。本作では、ジンジャー・ルートがサウンドエンジニアとして参加しているほか、収録曲『恋泥棒』『チョコレートレモネード』のMV監督、『チョコレートレモネード』の楽曲アレンジも務めている。リリースツアーでは、大阪公演にジンジャー・ルートがシークレットゲストとして出演。東京公演には、Billyrrom、浪漫革命、BROTHER SUN SISTER MOONが出演。12月2日に公開された、ジンジャー・ルート『Loneliness』の日本語バージョンを架空のアイドル竹口希美子として歌唱。作詞もアマイワナが務める。
2024年、1月に、雑誌『BRUTUS』1000号を記念した、スピンオフスペシャルムービーに、男性ブランコの平井まさあきとともに出演。スタイリングとBGMも担当。4月には、初の海外公演となる台湾ツアーを成功させた。5月19日に、自主企画でMega Shinnnosukeとツーマンライブを行う。さらに、5月25日、1ヶ月ぶり2度目となる台湾でフェスに出演。また、6月には、テレビ東京系子供番組『シナぷしゅ』に、楽曲『雨の日のダンシング』を書き下ろし。9月28日、台湾のフェス『Chillout Fes』に出演。10月2日には、2つのEP『新渋谷』『新電波』を2作同時配信リリース。11月3日には、アナログLP『新渋谷/新電波』をリリース。『新渋谷』に収録されている楽曲「COVER GIRLS」では渋谷系の女王で、Pizzicato Fiveのボーカリストである野宮真貴とコラボレーションしている。10月15日〜11月3日、Ginger Rootのアメリカツアーの14公演にオープニングアクトとして出演した。11月15日インド・シロンで行われた大型野外フェス『Cherry Blossom Festival 2024』に日本人アーティストとして初めて出演。11月22日、24日には自身初の東阪ワンマンツアーを行い、東京公演にはスペシャルゲストとして野宮真貴が出演し、『COVER GIRLS』と『メッセージ・ソング』でコラボした。
2025年1月16日には、Ginger Root来日ツアー東京公演のサポートアクトとしてアマイワナの出演が決定している。 3月3日には、BLUE NOTE PLACEにてワンマンライブを行う。4月13日には、アメリカ最大級の音楽フェス『Coachella Valley Music and Arts Festival』にてGinger Rootのステージで客演し話題に。

## 人物
- 小学6年生の頃、レディオクレイジーに行き、ロックバンドに興味を持ち始める。その時にみたフジファブリック、The SALOVERSに影響を受けギターを始めた。その後、ニューウェーブやテクノ、渋谷系、ドリームポップなどに興味を持ち楽曲を制作している。
- 2019年10月、文化放送『芝浦音楽倉庫』に出演した際、パーソナリティのSundayカミデから「絶対売れる、真のネクストブレイクアーティストだ」と紹介される。
- 2019年夏、黒髪のロングヘアだったが、ショートカットになる。その際、ヘアドネーションを行なっている。
- 深夜に録音や撮影をし、MVや昭和風の宣伝動画やカバー動画やアートワークなどを、息をするように制作した作品を「夜な夜な動画」としてSNSにアップしている。その際、昭和の女の子おしゃべりやナレーターなど、一人で何役もこなすのが特徴。「夜な夜な動画」は、企画、撮影、編集をたった一人で行っている。
- 趣味は読書、ポエトリーリーディング、昭和研究、俳句、大正琴、雑誌制作。特に、昭和のアイドル雑誌『平凡』をモチーフにした会報『非凡』を自主制作するほどで、BSフジ『DAIGOのアマイワナ〜昭和エモーショナルSONG〜』に出演した際、共演した山田五郎に「若いのに上級者だ」と評価された。
- 特技としているのは、昭和風ナレーションや、昭和の女の子の声のものまねで、日本テレビのバラエティー番組今夜くらべてみました』に出演した際やジンジャー・ルートのMVでも披露している。
- ツイッギーに憧れ、60年代、70年代のファッションを好む。
- 内藤ルネ、中原淳一、セーラーズを好み、『装苑』にて、私物を紹介した。
- 村上龍の小説『69』に影響されて、60年代以降の昭和カルチャーを好む。
- 黒柳徹子、野宮真貴、松任谷由実のような女性に憧れていると語っている。
- 高校入学時、軽音部に入部するも先輩の圧に嫌気がさして2ヶ月で退部している。
- 大学の卒業制作では、エッセイを執筆し、奨励賞を受賞している。
- 12月15日放送のラジオ『草野マサムネのロック大陸漫遊記』にて、スピッツ草野マサムネが2024年に気になった一曲としてアマイワナの「無期限のビオラ」を紹介した。[22]

## ディスコグラフィ

### デジタルリリース
|            | 発売日         | タイトル                       | 規格    | レーベル        | 収録曲 |
| ---------- | -------------- | ------------------------------ | ------- | --------------- | --- |
| SG         | 2020年7月3日   | 新生活                         | digital | mimicos records | 1.新生活 |
| SG         | 2020年7月24日  | 欲望ちゃん                     | digital | 100 by KSR      | 1.欲望ちゃん |
| SG         | 2020年11月6日  | 待ち合わせは渋谷ハチ公前       | digital | mimicos records | 1.待ち合わせは渋谷ハチ公前                                                                                           |
| SG         | 2020年11月20日 | 正しい乙女                     | digital | mimics records  | 1.正しい乙女 |
| EP         | 2020年12月18日 | 恋せよ惑星                     | digital | mimics records  | 1.待ち合わせは渋谷ハチ公前 2.欲望ちゃん 3.新生活 4.正しい乙女 5.上海惑星 6.夜の虹 7.elephant in the room             |
| SG         | 2021年8月15日  | コリックガール                 | digital | 2021 AMAIWANA   | 1.コリックガール |
| SG         | 2021年9月15日  | Chu!                           | digital | 2021 AMAIWANA   | 1.Chu! |
| SG         | 2022年6月22日  | YU・A・MI                      | digital | 0101 RECORDS    | 1.YU・A・MI |
| SG         | 2022年8月17日  | The tale of moon               | digital | 0101 RECORDS    | 1.The tale of moon                                                                                                   |
| mini Album | 2022年10月19日 | ベイビィ・ベッドルーム・パンク | digital | 0101 RECORDS    | 1.Chu! 2.Now Back 3.The tale of moon(Album ver.) 4.I'm CRAZY 5.YU・A・MI 6.コリックガール 7.愛と自由とロックンロール |
| mini Album | 2023年10月18日 | SWEET SWEET SWEET              | digital | 0101 RECORDS    | 1.恋泥棒 2.チョコレートレモネード 3.Jane 4.シャイニーガール 5.上海逢引 6.Sweet Trap 7.メッセージソング               |
| EP         | 2024年10月2 日 | 新渋谷                         | digital | 0101 RECORDS    | 1.不機嫌なピーチ 2.上海少女 3.ファーストデート 4.COVERGIRLS feat.野宮真貴                                            |
| EP         | 2024年10月2 日 | 新電波                         | digital | 0101 RECORDS    | 1.無期限のビオラ 2.台湾少女 3.ヴァーチャルデート 4.LOVELY BOY                                                        |

### アナログリリース
|            | 発売日        | タイトル                          | 規格           | 収録曲 |
| ---------- | ------------- | --------------------------------- | -------------- | --- |
| EP         | 2021年3月12日 | 恋せよ惑星〜Midnight Radio Ver.〜 | カセットテープ | side-A 1.上海惑星 2.正しい乙女 3.夜の虹 side-B 4.待ち合わせは渋谷ハチ公前 5.新生活 6.elephant in the room                                             |
| SG         | 2021年6月16日 | 正しい乙女                        | 7inch レコード | side-A 1.正しい乙女 side-B 2.夜の虹 |
| SG         | 2021年7月7日  | 待ち合わせは渋谷ハチ公前          | 7inch レコード | side-A 1.待ち合わせは渋谷ハチ公前 side-B 2.上海惑星                                                                                                   |
| mini Album | 2023年11月3日 | ベイビィ・ベッドルーム・パンク    | LP             | side-A 1.Chu! 2.Now Back 3.The tale of moon(Album ver.) side-B 4.I'm CRAZY 5.YU・A・MI 6.コリックガール 7.愛と自由とロックンロール                    |
| LP         | 2024年11月3日 | SWEET SWEET SWEET                 | LP             | side-A 1.恋泥棒 2.チョコレートレモネード 3.Jane 4.シャイニーガール side-B 5.上海逢引 6.Sweet Trap 7.メッセージソング                                  |
| LP         | 2024年11月3日 | 新渋谷/新電波                     | LP             | side-A 1.不機嫌なピーチ 2.上海少女 3.ファーストデート 4.COVERGIRLS feat.野宮真貴 side-B 1.無期限のビオラ 2.台湾少女 3.ヴァーチャルデート 4.LOVELY BOY |

## 出演

### CM
- 2022年7月〜、真誠『とろけるきなこ』出演・楽曲提供

### テレビ
- 2020年11月11日、日本テレビ『今夜くらべてみました』
- 2021年3月21日、BSフジ『DAIGOのアマイワナ〜昭和エモーショナルSONG〜』
- 2021年3月、KBS京都/びわ湖放送『てっぺんとったるで！』
- 2022年2月22日、TOKYO MX『5時に夢中!』
- 2022年10月14日、テレビ朝日『ミュージックステーション』（インタビュー出演）
- 2024年6月、テレビ東京『シナプしゅ』楽曲提供

### ラジオ
- 2019年、文化放送のSundayカミデ『芝浦音楽倉庫〜SHIBAURA MUSIC SHED〜』
- 2021年、文化放送『レコメン！』
- 2022年、FM NACK5『ラジオのアナ〜ラジアナ』
- 2023年、渋谷のラジオ『渋谷のラジオの渋谷系』DJ：野宮真貴/カジヒデキ
- 2024年、J-WAVE『川田十夢のINNOVATION WORLD』
- 2024年、J-WAVE『GRAND MARQUEE』

### MV
- 2020年、Mega Shinnosuke『Cutie girl』
- 2022年、Ginger Root『Loneliness』
- 2023年、Ginger Root『Nisemono』
- 2023年、GOOD BYE APRIL『夜明けの列車に飛び乗って』
- 2024年、Ginger Root『There Was A Time』『Only You』『The End of SHINBANGUMI』

### 舞台
- 2020年7月、「泊まれる演劇」

## 主なライブ
- ワンマンライブ『ハイスクールララバイ』
- スガシカオ主催『スガフェス』IN大阪城ホールのオープンングアクト出演

- COMIN’KOBE2017
- TOKYO CALLING2017
- アメ村天国
- Rolling Stone Japan主催　語り-gatari-
- MINAMI WHEEL 2018
- BAY CAMP2018 TIP OFF ACT ENTRY LIVE!
- アマイワナの初めての飲酒パーティー
- Love sofa
- MINAMI WHEEL2021
- アマイワナpre.「SPISY KISS」
- アマイワナpre.「ベイビィ・ベッドルーム・パンク・ナイト」
- アマイワナpre.「NEW COVER GIRL」
- アマイワナ台北ツアー「FULL BAND SHOW」at THE WALL LIVEHOUSE
- アマイワナ台北ツアー「TAIPEI RENDEZVOUS」at PAR STORE
- Ginger Root "SHINBANGUMI" US TOUR 2024
- Chillout Festival 2024 in 台湾
- Cherry Blossom Festival 2024 in インド

## 刹那倶楽部
アマイワナが同い年のシンガーソングライター・みらんと共同で企画しているイベント。
タイトルには「切なくラブ」の意味も込められている。
- 第一話　2020年2月24日
  - ゲスト：GIMA☆KENTA（愛はズボーン）/東條新
- 第二話　2020年3月31日　※コロナウイルス感染拡大により中止
  - ゲスト：濱野夏椰（Gateballers）/平岡ひぃら/若月雄佑（ムノーノ＝モーゼス）/井上花月と川島健太朗（Laura day romance）
- 第三話　2020年9月19日
  - ゲスト：Neibiss
- 第四話　2020年11月5日
  - ゲスト：YUKITERO（空きっ腹に酒）/CAT ATE HOTDOGS
- 第五話　2021年2月14日
  - ゲスト：ヤナセジロウ（betcover!!）/若月雄佑（ムノーノ＝モーゼス）/井上花月と川島健太朗（Laura day romance）
- 第六話　2021年5月16日 ※コロナウイルス感染拡大により中止
  - ゲスト：PYON2/BABY FIRST
- 第七話　2021年8月14日
  - ゲスト：BABY FIRST/THE TREES
- 第八話　2021年12月16日
  - ゲスト：猫戦
- 第九話　2022年5月15日
  - ゲスト：THEラブ人間
- 第十話　2022年11月3日
  - ゲスト：（夜と）SAMPO/帝国喫茶/Set Free/ラッキーセベン/my sister circle/ふるかわののこ